# Hendersonpetrell
Hendersonpetrell (Pterodroma atrata) är en starkt utrotningshotad fågel i familjen liror som endast häckar på en enda ö i östra Stilla havet.

## Utseende
Hendersonpetrellen är en medelstor (36 cm) och slank petrell. Fjäderdräkten är rätt enhetligt gråbrun, på undersidan något ljusare. I ansiktet syns gråare fjäderspetsar på panna och haka som ger ett fläckigt intryck runt näbben. I flykten uppvisar den en ljusare framkant på undersidan av vingen mellan knogen och kroppen och även lite silvervitt på handpennornas bas. Näbben är svart och benen skära, med svart längst ut på fötterna. Liknande mörk fas av kermadecpetrell är något större samt har helsvarta ben och vita spolstreck på handpennorna, pitcairnpetrellen är gråare och lordhowepetrell tydligt större med mer vitt i ansiktet.

## Läten
Lätet består av en kort serie med klagande eller bräkande ljud som ökar i hastighet och tonhöjd till ett tärnlikt tjatter, "kyek-kyek-kyek...". Det hörs både i flykten och från marken, med cirka tolv stavelser per sekund.

## Utbredning
Fågeln häckar i princip uteslutande på Henderson Island i sydöstra Stilla havet. 2010 konstaterades den också häcka på Påskön. Tidigare tros den ha häckat även på Pitcairn Island och Ducie i Pitcairnöarna. Möjligen häckar den även häcka i Gambieröarna och Marquesasöarna. Dess utbredningsområde utanför häckningskolonierna är dåligt känt, men födosökande fåglar har påträffats 2500 km från Hendersonön under häckningstid.

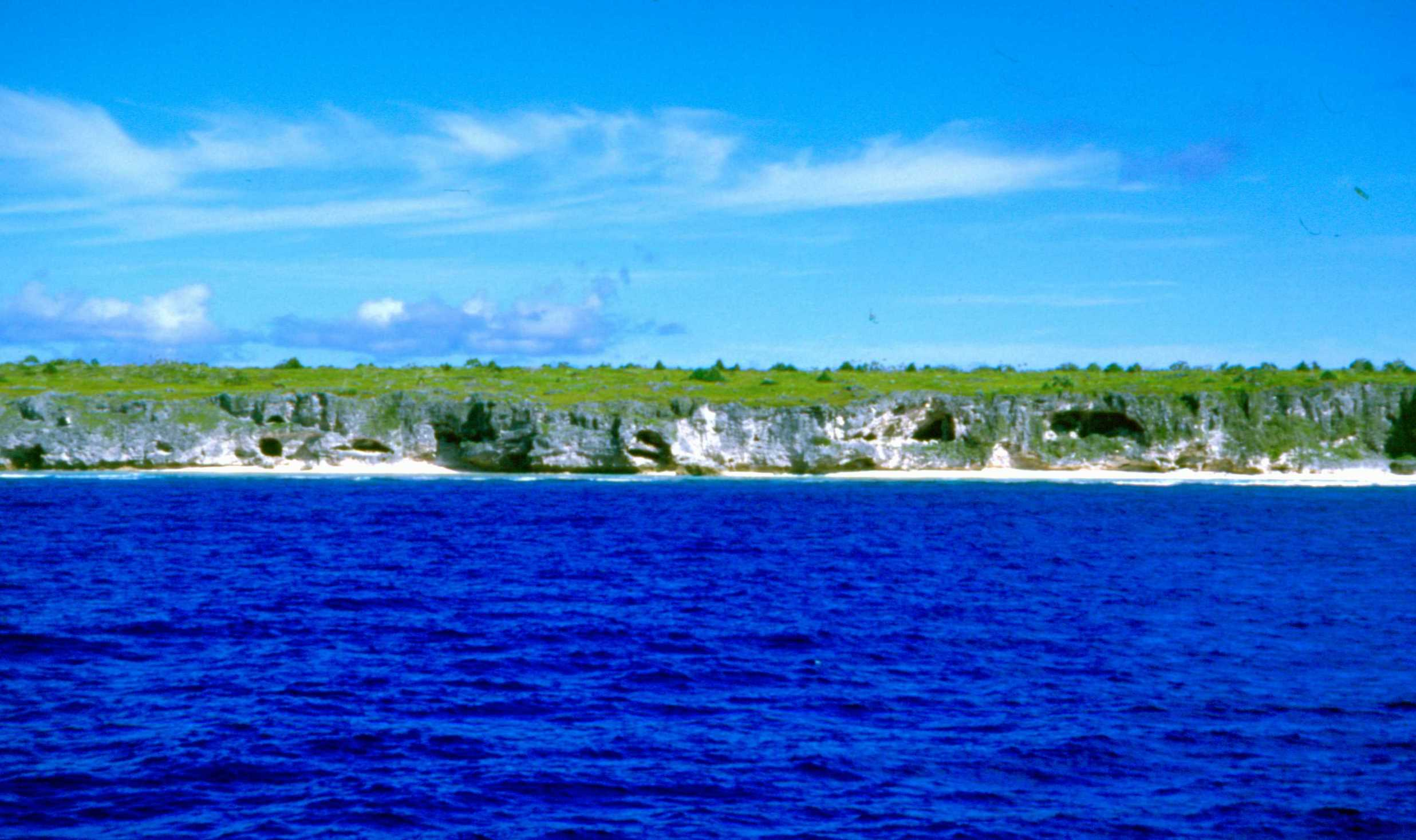
Henderson Island där fågeln häckar.

## Taxonomi och systematik
Hendersonpetrellen påträffades för första gången 1769 under James Cooks första seglats och titulerades då Procellaria atrata. Detta blev dock känt först senare, varför den beskrevs formellt först 1912. Därefter betraktades den länge som en mörk form av Pterodroma arminjoniana. Först 1996 visade studier att den utgör en egen art.

## Levnadssätt
Liksom heraldpetrellen tros den huvudsakligen leva av bläckfisk, men tar även fisk och kräftdjur. Den häckar inne på Henderson Island i skogen, dock närmare havet än heraldpetrellen.

## Status
Från att tidigare ha häckat med flera miljoner par på Hendersonön uppskattades 1991–1992 16 000 återstå. Den tros ha minskat framför allt på grund av predation från polynesisk råtta som medföljt polynesiska handelsmän till ön. Idag har den efter bevarandeåtgärder återhämtat sig något till cirka 20 000 par. Internationella naturvårdsunionen IUCN kategoriserar arten som starkt hotad (EN).

## Namn
Hedersonpetrellens vetenskapliga artnamn atrata betyder "sorgklädd".